# Dagboek van een muts
Dagboek van een muts (oorspronkelijke Engelse titel: Dork Diaries) is een kinderboekenserie geschreven en geïllustreerd door de Amerikaanse schrijfster Rachel Renée Russell. Het eerste deel verscheen in juni 2009 in de Verenigde Staten.
Van de reeks werden in de VS tot 2015 meer dan 5 miljoen boeken gedrukt en de rechten werden aan 32 landen verkocht. Een aantal delen werd in 28 verschillende talen uitgebracht. Wereldwijd waren in 2016 meer dan 25 miljoen boeken verkocht.
Het eerste boek van de serie werd in 2010 gelauwerd met de Children's Choice Book of the Year Award voor de betrokken leeftijdscategorie.
De boeken zijn de persoonlijke dagboeken van het veertienjarige hoofdpersonage Nikki J. Maxwell. De verhalen bevatten autobiografische elementen van de jeugd van de schrijfster en van de jeugd van haar twee dochters.

## Delen
| Nr. in de serie | Oorspronkelijke titel                        | Uitgavedatum (VS) | Nederlandse titel                       | Uitgavedatum (NL/BE) |
| --------------- | -------------------------------------------- | ----------------- | --------------------------------------- | -------------------- |
| 1               | Tales from a Not-So-Fabulous Life            | 2 juni 2009       | Avonturen uit een niet-zo-perfect leven | 4 oktober 2011       |
| 2               | Tales from a Not-So-Popular Party Girl       | 8 juni 2010       | Zoek 't lekker uit!                     | 4 september 2012     |
| 3               | Tales from a Not-So-Talented Pop Star        | 7 juni 2011       | In de spotlights!                       | 12 februari 2013     |
| 3½              | How to Dork Your Diary                       | 8 oktober 2011    | Mijn gemuts                             | 25 juni 2013         |
| 4               | Tales from a Not-So-Graceful Ice Princess    | 5 juni 2012       | Zak er lekker door!                     | 22 oktober 2013      |
| 5               | Tales from a Not-So-Smart Miss Know-it-All   | 2 oktober 2012    | Nikki weet raad                         | 22 april 2014        |
| 6               | Tales from a Not-So-Happy Heartbreaker       | 4 juni 2013       | Hopeloos verliefd                       | 23 september 2014    |
| 7               | Tales from a Not-So-Glam TV Star             | 4 juni 2014       | Drama voor de camera                    | 25 maart 2015        |
| 8               | Tales from a Not-So-Happily Ever After       | 30 september 2014 | Er was eens...                          | 29 september 2015    |
| 8½              | Dork Diaries OMG!: All About Me Diary!       | 8 oktober 2013    | Afblijven!!! Dit dagboek is van mij!    | 3 november 2015      |
| 9               | Tales from a Not-So-Dorky Drama Queen        | 2 juni 2015       | Houd de dief!                           | 12 april 2016        |
| 10              | Tales from a Not-So-Perfect Pet Sitter       | 20 oktober 2015   | Puppy Love!                             | 27 september 2016    |
| 11              | Tales from a Not-So-Friendly Frenemy         | 15 november 2016  | BFF's voor even                         | 6 september 2017     |
| 12              | Tales from a Not-So-Secret Crush Catastrophe | 17 oktober 2017   | Liefdeskriebels                         | 24 september 2018    |
| 13              | Tales from a Not-So-Happy Birthday           | 16 oktober 2018   | Party Stress!                           | 5 maart 2019         |
| 14              | Tales from a Not-So-Best-Friend Forever      | 22 oktober 2019   | Op tourNEE!                             | 11 februari 2020     |
| 15              | Tales from a Not-So-Posh Paris Adventure     | 26 september 2023 | Droomreis Parijs?!                      | 3 oktober 2023       |
| 16              | Tales from a Not-So-Bratty Little Sister     | 15 oktober 2024   | Zussenstrijd!                           | 28 januari 2025      |

### De avonturen van Max Kruimel(Spin-off)
| Nr. in de serie | Oorspronkelijke titel | Uitgavedatum (VS) | Nederlandse titel   | Uitgavedatum (NL/BE) |
| --------------- | --------------------- | ----------------- | ------------------- | -------------------- |
| 1               | Locker Hero           | 7 juni 2016       | Superheld op sokken | 8 maart 2017         |
| 2               | Middle School Mayhem  | 6 juni 2017       | Stank voor dank     | 6 maart 2018         |
| 3               | Masters of Mischief   | 4 juni 2019       | Crimineel cool      | 24 september 2019    |

## Bestseller 60
| Boeken met noteringen in de Nederlandse Bestseller 60       | Jaar van verschijnen | Datum van binnenkomst | Hoogste positie | Aantal weken | Opmerkingen |
| ----------------------------------------------------------- | -------------------- | --------------------- | --------------- | ------------ | ----------- |
| Dagboek van een muts 1.                                     | 2011                 | 19-10-2011            | 18              | 16           |             |
| Dagboek van een muts 2. Zoek 't lekker uit                  | 2012                 | 05-09-2012            | 10              | 22           |             |
| Dagboek van een muts 3. In de spotlights!                   | 2013                 | 20-02-2013            | 3               | 13           |             |
| Dagboek van een muts 3½. Mijn gemuts.                       | 2013                 | 26-06-2013            | 24              | 8            |             |
| Dagboek van een muts 4. Zak er lekker door!                 | 2013                 | 06-11-2013            | 8               | 18           |             |
| Dagboek van een muts 5. Nikki weet raad.                    | 2014                 | 30-04-2014            | 4               | 18           |             |
| Dagboek van een muts 6. Hopeloos verliefd.                  | 2014                 | 01-10-2014            | 4               | 14           |             |
| Dagboek van een muts 7. Drama voor de camera.               | 2015                 | 01-04-2015            | 2               | 25           |             |
| Dagboek van een muts 8. Er was eens…                        | 2015                 | 07-10-2015            | 4               | 14           |             |
| Dagboek van een muts 8½. Afblijven! Dit dagboek is van mij. | 2015                 | 11-11-2015            | 30              | 5            | invulboek   |
| Dagboek van een muts 9. Houd de dief!                       | 2016                 | 20-04-2016            | 4               | 18           |             |
| Dagboek van een muts 10. Puppy love.                        | 2016                 | 05-10-2016            | 4               | 20           |             |
| Dagboek van een muts 11. BFF's voor even.                   | 2017                 | 27-09-2017            | 3               | 17           |             |
| Dagboek van een muts 12. Liefdeskriebels.                   | 2018                 | 26-09-2018            | 3               | 18           |             |
| Dagboek van een muts 13. Partystress!                       | 2019                 | 13-03-2019            | 3               | 25           |             |
| Dagboek van een muts 14. Op tourNEE!                        | 2020                 | 19-02-2020            | 7               | 19           |             |
| Dagboek van een muts 15. Droomreis Parijs?!                 | 2023                 | 11-10-2023            | 8               | 12           |             |
| Dagboek van een muts 16. Zussenstrijd!                      | 2025                 | 05-02-2025            | 19              | 7            |             |